# Starchiojd
Starchiojd est une commune roumaine du județ de Prahova, dans la région historique de Valachie et dans la région de développement du Sud.

## Géographie
La commune de Starchiojd est située dans le nord-est du județ, à la limite avec le județ de Buzău, dans les contreforts des Carpates courbes, à 28 km au nord-est de Vălenii de Munte et à 54 km au nord-est de Ploiești, le chef-lieu du județ.
La municipalité est composée des six villages suivants (population en 1992) :
- Brădet ;
- Gresia ;
- Rotarea ;
- Starchiojd (3 718), siège de la municipalité ;
- Valea Anei (518) ;
- Zmeurte (45).

## Histoire
La première mention écrite de la commune date de 1562.
En 2003, les villages de Bătrâni et Poiana Mare se sont séparés de la commune de Starchiojd pour former la commune de Bătrâni.

## Politique
| Identité                 | Période           | Période           | Durée              |
| Identité                 | Début             | Fin               | Durée              |
| ------------------------ | ----------------- | ----------------- | ------------------ |
| Ahmed-Cornel Gârbea (d), | 2008              | 1er novembre 2024 | 16 ans             |
| Nicolae Brînzea (d)      | 1er novembre 2024 | En cours          | 4 mois et 13 jours |

## Démographie
Lors du recensement de 2011, 96,73 % de la population se déclarent roumains (2,17 % ne déclarent pas d'appartenance ethnique et 1,08 % déclarent appartenir à une autre ethnie).
De plus, 96,25 % déclarent être chrétiens orthodoxes (2,17 % ne déclarent pas d'appartenance religieuse et 1,56 % déclarent appartenir à une autre ethnie).

## Économie
L'économie de la commune repose sur l'agriculture (vergers) et l'élevage. Le tourisme de randonnée dans les Carpates devrait constituer un atout pour la commune dans les années futures.

## Communications

### Routes
La route régionale DJ102L se dirige vers le nord-est, le județ de Buzău et la route nationale DN10 tandis qu'elle permet d'atteindre au sud-ouest la ville de Vălenii de Munte.

## Lieux et Monuments
- Starchiojd, église en bois de la Cuvioasa Paraschiva Garbeasca de 1780.

- Starchiojd, église en bois de St-Nicolas du XVIIIe siècle, restaurée en 1980-1982[7].

- Starchiojd, maisons traditionnelles (Casa Cheșca transformée en musée).